# Clonia Corona
Clonia Corona est une corona, formation géologique en forme de couronne, située sur la planète Vénus par 16° N et 167,4° E. Elle est localisée dans le quadrangle de Rusalka Planitia. Elle a été nommée en référence à Clonia, déesse grecque de la nature et de la Terre. 

## Géographie et géologie
Clonia Corona couvre une surface circulaire d'environ 100 km de diamètre. 